# Photedes ochracea-suffusa
Photedes ochracea-suffusa är en fjärilsart som beskrevs av Tutt. Photedes ochracea-suffusa ingår i släktet Photedes och familjen nattflyn. Inga underarter finns listade i Catalogue of Life.